# Ronde van Spanje 2024/Eerste etappe
De eerste etappe van de Ronde van Spanje 2024 werd verreden op 17 augustus van de Portugese hoofdstad Lissabon naar Oeiras. Het betrof een individuele tijdrit over 12 kilometer. De etappe werd gewonnen door de Amerikaan Brandon McNulty. Het UAE Team Emirates won voor de 16e opeenvolgende rij minstens één rit in een grote ronde.

## Uitslag
| Lissabon – Oeiras (12 km) |                 |                            |        |
| Plaats                    | Naam            | Ploeg                      | Tijd   |
| Winnaar                   | Brandon McNulty | UAE Team Emirates          | 12'35" |
| 2                         | Mathias Vacek   | Lidl-Trek                  | + 2"   |
| 3                         | Wout Van Aert   | Team Visma-Lease a Bike    | + 3"   |
| 4                         | Stefan Küng     | Groupama-FDJ               | + 6"   |
| 5                         | Edoardo Affini  | Team Visma-Lease a Bike    | + 8"   |
| 6                         | Joshua Tarling  | INEOS Grenadiers           | z.t.   |
| 7                         | Mauro Schmid    | Team Jayco AlUla           | + 16"  |
| 8                         | Primož Roglič   | BORA-hansgrohe             | + 17"  |
| 9                         | Bruno Armirail  | Decathlon AG2R La Mondiale | + 18"  |
| 10                        | João Almeida    | UAE Team Emirates          | + 19"  |
|                           |                 |                            |        |
| 23                        | Thymen Arensman | INEOS Grenadiers           | + 29"  |

| Algemeen klassement |                 |                            |        |
| Plaats              | Naam            | Ploeg                      | Tijd   |
| Rode trui           | Brandon McNulty | UAE Team Emirates          | 12'35" |
| 2                   | Mathias Vacek   | Lidl-Trek                  | + 2"   |
| 3                   | Wout Van Aert   | Team Visma-Lease a Bike    | + 3"   |
| 4                   | Stefan Küng     | Groupama-FDJ               | + 6"   |
| 5                   | Edoardo Affini  | Team Visma-Lease a Bike    | + 8"   |
| 6                   | Joshua Tarling  | INEOS Grenadiers           | z.t.   |
| 7                   | Mauro Schmid    | Team Jayco AlUla           | + 16"  |
| 8                   | Primož Roglič   | BORA-hansgrohe             | + 17"  |
| 9                   | Bruno Armirail  | Decathlon AG2R La Mondiale | + 18"  |
| 10                  | João Almeida    | UAE Team Emirates          | + 19"  |
|                     |                 |                            |        |
| 23                  | Thymen Arensman | INEOS Grenadiers           | + 29"  |

## Nevenklassementen
| Puntenklassement |                 |                         |        |
| Plaats           | Naam            | Ploeg                   | Punten |
| Groene trui      | Brandon McNulty | UAE Team Emirates       | 20     |
| 2                | Mathias Vacek   | Lidl-Trek               | 17     |
| 3                | Wout Van Aert   | Team Visma-Lease a Bike | 15     |
| 4                | Stefan Küng     | Groupama-FDJ            | 13     |
| 5                | Edoardo Affini  | Team Visma-Lease a Bike | 11     |

| Jongerenklassement |                   |                         |        |
| Plaats             | Naam              | Ploeg                   | Tijd   |
| Witte trui         | Mathias Vacek     | Lidl-Trek               | 12'37" |
| 2                  | Joshua Tarling    | INEOS Grenadiers        | + 6"   |
| 3                  | Mauro Schmid      | Team Jayco AlUla        | + 14"  |
| 4                  | Florian Lipowitz  | BORA-hansgrohe          | + 19"  |
| 5                  | Mattias Skjelmose | Lidl-Trek               | + 20"  |
|                    |                   |                         |        |
| 10                 | Thymen Arensman   | INEOS Grenadiers        | + 27"  |
| 14                 | Cian Uijtdebroeks | Team Visma-Lease a Bike | + 43"  |

| Ploegenklassement |                         |        |
| Plaats            | Ploeg                   | Tijd   |
|                   | UAE Team Emirates       | 38'28" |
| 2                 | Lidl-Trek               | + 12"  |
| 3                 | Team Visma-Lease a Bike | + 13"  |
| 4                 | BORA-hansgrohe          | + 24"  |
| 5                 | INEOS Grenadiers        | + 40"  |

1e etappe ·
2e etappe ·
3e etappe ·
4e etappe ·
5e etappe ·
6e etappe ·
7e etappe ·
8e etappe ·
9e etappe ·
10e etappe ·
11e etappe ·
12e etappe ·
13e etappe ·
14e etappe ·
15e etappe ·
16e etappe ·
17e etappe ·
18e etappe ·
19e etappe ·
20e etappe ·
21e etappe
Startlijst · Eindstanden · Afbeeldingen